# Campylocentrum zehntneri
Campylocentrum zehntneri är en orkidéart som beskrevs av Rudolf Schlechter. Campylocentrum zehntneri ingår i släktet Campylocentrum och familjen orkidéer. Inga underarter finns listade i Catalogue of Life.